# 9-та гірсько-піхотна дивізія «Ост» (Третій Рейх)
9-та гірсько-піхотна дивізія «Ост» (Третій Рейх) (нім. 9. Gebirgs-Divison (Ost) — гірсько-піхотна дивізія Вермахту за часів Другої світової війни.

## Райони бойових дій
- Австрія (квітень — травень 1945).

## Командування

### Командири
- оберст Херіберт Райтель (нім. Heribert Raithel) (25 квітня — 8 травня 1945).